# Rafael Schmitz
Pour les articles homonymes, voir Schmitz.
Rafaël Schmitz est un joueur de football brésilien né le 17 décembre 1980 à Blumenau (Brésil). Il possède également la nationalité française.

## Biographie
Rafael Schmitz arrive en France en 2001, au Lille OSC. Il est prêté au club russe de Krylia Sovetov Samara au mercato 2004 afin de gagner du temps de jeu. À son retour au LOSC il enchaîne les bonnes prestations et devient titulaire indiscutable des vice-champions de France 2005 sous le commandement du technicien nordiste Claude Puel qui en fait l'un de ses cadres lors de la campagne européenne du LOSC.
Cependant, à 26 ans, il arrive à un tournant de sa carrière avec des envies d'ailleurs. C'est donc sans surprise que le joueur se fait prêter par les Dogues au club anglais de Birmingham City (Premiership), réalisant ainsi par la même occasion l'un de ses rêves d'enfant en rejoignant le championnat britannique. 
Le 23 juin 2008 il signe au Valenciennes FC un contrat de trois ans. Le brésilien, atteint d’une pubalgie est ensuite opéré au début de l’année 2010. Il n’apparaît plus sur une feuille de match de Ligue 1 entre le 15 décembre 2009 (match Valenciennes-Auxerre) et le 13 février 2011. Il reprend peu à peu l'entraînement au milieu de la saison 2010-2011 et fait partie du groupe de 19 joueurs convoqué par l'entraîneur Philippe Montanier pour la réception de Brest, lors de la 23e journée du championnat le 13 février 2011 où il rentre à l'heure de jeu.
Encore blessé durant la saison 2011-2012, il peine à retrouver les terrains et ne dispute son premier match que le 22 janvier 2012 contre Bastia en Coupe de France. Le 1er mars 2012, il annonce son départ pour l'Atlético Paranaense.

## Statistiques
| Saison                | Club                   | Championnat           | Championnat | Championnat | Coupe nationale | Coupe nationale | Coupe de la Ligue | Coupe de la Ligue | Compétition(s) continentale(s) | Compétition(s) continentale(s) | Compétition(s) continentale(s) | Total | Total |
| Saison                | Club                   | Division              | M.          | B.          | M.              | B.              | M.                | B.                | Comp.                          | M.                             | B.                             | M.    | B.    |
| 2001-2002             | Lille OSC              | Ligue 1               | 15          | 0           | 1               | 0               | 1                 | 0                 | C1+C3                          | 1+2                            | 0+0                            | 20    | 0     |
| 2002-2003             | Lille OSC              | Ligue 1               | 2           | 0           | 2               | 0               | -                 | -                 | CI                             | 5                              | 0                              | 9     | 0     |
| 2003-2004             | Lille OSC              | Ligue 1               | 5           | 0           | -               | -               | 1                 | 0                 | -                              | -                              | -                              | 6     | 0     |
| 2004                  | Krylia Sovetov (prêt)  | Premier-Liga          | 9           | 0           | -               | -               | -                 | -                 | -                              | -                              | -                              | 9     | 0     |
| 2004-2005             | Lille OSC              | Ligue 1               | 27          | 1           | 3               | 0               | -                 | -                 | C3                             | 6                              | 0                              | 36    | 1     |
| 2005-2006             | Lille OSC              | Ligue 1               | 26          | 1           | 1               | 0               | 1                 | 0                 | C1+C3                          | 5+4                            | 0+0                            | 37    | 1     |
| 2006-2007             | Lille OSC              | Ligue 1               | 24          | 0           | 1               | 0               | 1                 | 0                 | C1                             | 5                              | 0                              | 31    | 0     |
| 2007-2008             | Birmingham City (prêt) | Premier League        | 15          | 0           | 1               | 0               | -                 | -                 | -                              | -                              | -                              | 16    | 0     |
| 2008-2009             | Valenciennes FC        | Ligue 1               | 31          | 1           | 1               | 0               | 1                 | 0                 | -                              | -                              | -                              | 33    | 1     |
| 2009-2010             | Valenciennes FC        | Ligue 1               | 8           | 1           | 1               | 0               | 1                 | 0                 | -                              | -                              | -                              | 10    | 1     |
| 2010-2011             | Valenciennes FC        | Ligue 1               | 5           | 0           | -               | -               | -                 | -                 | -                              | -                              | -                              | 5     | 0     |
| 2011-fév 2012         | Valenciennes FC        | Ligue 1               | 2           | 0           | 2               | 0               | -                 | -                 | -                              | -                              | -                              | 4     | 0     |
| 2012                  | Atlético Paranaense    | Série B               | -           | -           | -               | -               | -                 | -                 | -                              | -                              | -                              | 0     | 0     |
| Total sur la carrière | Total sur la carrière  | Total sur la carrière | 169         | 4           | 13              | 0               | 6                 | 0                 | -                              | 28                             | 0                              | 216   | 4     |

## Palmarès
- Vice-Champion de France en 2004-2005
- Vainqueur de la Coupe Intertoto UEFA en août 2004
- Finaliste de la Coupe de Russie en 2004
- Finaliste de la Coupe Intertoto UEFA en août 2002